# مارك ريتشاردسون (لاعب هوكي الجليد)
مارك ريتشاردسون (بالإنجليزية: Mark Richardson)‏ هو لاعب هوكي الجليد بريطاني، ولد في 3 أكتوبر 1986 في سويندون في المملكة المتحدة.

## وصلات خارجية
- مارك ريتشاردسون على موقع EliteProspects.com (الإنجليزية)
- مارك ريتشاردسون على موقع HockeyDB.com (الإنجليزية)